# De kribbebijter
De Kribbebijter is een Nederlandse geluidsfilm in zwart-wit uit 1935, gebaseerd op het toneelstuk Willis Frau van Max Reimann en Otto Schwartz. De internationale titel is The Crosspatch.

## Verhaal
Baron Van Hergershuizen is een eigenzinnige en heetgebakerde man, die woedeaanval na woedeaanval krijgt. Toen zijn zoon Willy in het huwelijk trad met Loes, een simpel burgermeisje dat werkt als typiste, heeft hij hem verstoten en onterfd. Willy zag zich hierop genoodzaakt een baan te vinden, en te bewijzen dat hij ook zonder zijn vader kan rondkomen. Onder de bewoners van Slot Hergershuizen bevindt zich Willy’s zus Mary, die smoorverliefd is op Hans van Maren; een jonge advocaat die door haar vader wordt verafschuwd. Van Maren is bangig aangelegd, en nadat hij niet voor zichzelf op durft te komen bij de baron, wijst Mary hem af.
Als Willy en Loes een jaar getrouwd zijn, besluit Mary hen een bezoekje te brengen. Ze maakt kennis met Loes, die ervoor zorgt dat Mary het bijlegt met Van Maren. Nog diezelfde dag verloven Mary en Van Maren zich met elkaar. Ondertussen komt de baron tot de ontdekking dat zijn zoon een baan heeft op een kantoor. Hij is razend en laat hem onmiddellijk ontslaan.
Wanneer Loes op de hoogte wordt gesteld van Willy's ontslag, laat ze het er niet bij zitten. Ze bezoekt het slot om haar schoonvader te spreken. De baron, die zijn schoondochter nog nooit heeft gezien, ziet haar aan voor de nieuwe huishoudster. Nog voordat zij hem kan uitleggen hoe het werkelijk zit, bevestigt de goedhartige zwager van de baron, oom Moeki, dat zij inderdaad de huishoudster is, en introduceert haar als 'Louise Hildebrand'. Loes besluit mee te werken aan het complot en het hart van haar schoonvader voor zich te winnen. Langzaam maar zeker raakt de baron gehecht aan zijn nieuwe huishoudster.
Willy vraagt zich ondertussen af waarom zijn vrouw zo lang weg is, en bezoekt het slot om haar op te halen. De baron is aanvankelijk razend, maar wanneer Moeki hem voorwendt dat Willy is verlaten door zijn vrouw, verandert zijn woede al snel in blijdschap. De baron verzoent zich met zijn zoon en kondigt aan dat hij de echtscheiding zal regelen. Daarnaast wil hij zijn dochter uithuwelijken aan Schimmelman. Hij nodigt deze uit om te vragen hoe hij erover denkt, maar Schimmelman vat de woorden van de baron anders op, en denkt dat hij hem de diensten van keukenmeid Katrien wil aanbieden.
Niet veel later onthult 'Louise' haar ware identiteit aan de baron. In plaats van in woede uit te barsten, is hij verheugd om het feit dat zijn geliefde huishoudster in werkelijkheid Willy's vrouw is. Mary's verloving met Van Maren doet hem echter alsnog in een driftbui ontvlammen.

## Rolbezetting
| Acteur                 | Personage                                       |
| ---------------------- | ----------------------------------------------- |
| Cor Ruys               | Baron Coenraad 'Kribbebijter' van Hergershuizen |
| Louis de Bree          | Oom Moeki                                       |
| Frits van Dongen       | Willy van Hergershuizen                         |
| Dolly Mollinger        | Loes                                            |
| Mary Dresselhuys       | Mary van Hergershuizen                          |
| Louis Borel            | Hans van Maren                                  |
| Chris Baay             | Schimmelman                                     |
| August Kiehl           | Frans                                           |
| Sien de la Mar-Klopper | Katrien                                         |
| Mary Smit              | Roos                                            |

## Achtergrond

### Productie

Castfoto van "De Kribbebijter" ("The Cross-Patch"), 1935

In januari 1935 maakte Holfi (Hollandsche Film-industrie), de kort daarvoor opgerichte dochtermaatschappij van Universal Film Agency, bekend dat er plannen werden gemaakt het populaire toneelstuk van Max Reimann te verfilmen. Een maand later werd bekendgemaakt dat regisseur Herman Kosterlitz geëngageerd was als regisseur. Toneelactrice Mary Dresselhuys was gevraagd auditie te komen doen voor de hoofdrol, maar de proefopname verliep desastreus; Kosterlitz vond haar niet fotogeniek genoeg en zei: 'Leider gnädige Frau, sind Sie nicht zu fotografieren'. Aangezien er al advertenties met haar naam in de krant waren gezet, kreeg ze toch een kleinere rol aangeboden. De ervaring heeft Dresselhuys voor het leven getekend; ze accepteerde in haar leven slechts een handjevol filmrollen. Hierna deed theaterster Lily Bouwmeester auditie, maar ook zij werd na een proefopname door de regisseur afgekeurd. Ook de namen Cissy van Bennekom en Magda Janssen werden in een vroeg stadium genoemd. De rol ging uiteindelijk naar Dolly Mollinger, een onbekende en onervaren secretaresse die per toeval ontdekt werd toen cameraman Henk Alsem - in afwezigheid van regisseur Haro van Peski, bij wie zij destijds werkzaam was - enkele proefopnamen voor haar draaide.
In maart 1935 zorgde een beslissing van de Rijksdienst voor Arbeidsbemiddeling voor moeilijkheden; omtrent de medewerking van de buitenlandse regisseur en een cameraman werden voorwaarden gesteld, en tegen het verlenen van vergunningen voor een drietal andere buitenlandse werkkrachten werd bezwaar gemaakt. Holfi heeft hierop gedreigd de film in het buitenland op te nemen. De Nederlandse Bioscoopbond ging hier op woensdag 3 april over in gesprek met de Minister van Sociale Zaken.
De opnames begonnen op 23 april 1935 in de Cinetone Filmstudio's Amsterdam en duurden slechts dertien dagen. Buitenopnames vonden plaats op Landgoed Duin en Kruidberg.

### Muziek
De muziek voor de film werd gecomponeerd door Max Tak, destijds de bekendste Nederlandse filmcomponist. In een vroeg stadium was operette-componist Paul Abraham door Holfi uitenodigd de partituur te schrijven, maar de onderhandelingen liepen spaak.

### Uitgave
De galapremière vond plaats op 8 augustus 1935 in het Passage-theater in Den Haag; wegens verbouwingwerkzaamheden een week later dan gepland. In de zaal zaten o.a. burgemeester S.J.R. de Monchy en leden van het hoofdbestuur van het Nederlandse Rode Kruis, en na afloop verschenen Mary Dresselhuys, Dolly Mollinger, Frits van Dongen, Chris Baay en August Kiehl ten tonele voor een huldiging. Kiehl vierde die dag tevens zijn zestigjarige toneeljubileum, waarvoor hij door Van Dongen met een korte speech gehuldigd werd. De opbrengst van het evenement ging naar het Rode Kruis. Kort daarna, op 27 augustus, ging de film in première in Nederlands-Indië—nog voor de Amsterdamse première. Cor Ruys was aanwezig bij de vertoning in het luxe Maxim-theater te Soerabaja.
In April 1936 organiseerde 'Vereniging Neerlandia', een vereniging voor Nederlandse expats in Londen, een speciale vertoning. Deze was zo'n groot succes dat het London Academy Theatre in Oxford Street besloot de film ook uit te brengen. Een landelijke release volgde in augustus 1936, waarmee De Kribbebijter de eerste Nederlandse film werd die in het reguliere programma van bioscopen in het Verenigd Koninkrijk werd uitgebracht.
Tijdens de online editie van het Duitse Cinefest in 2020, met als thema 'Kino, Krieg und Tulpen' (Film, Oorlog en Tulpen), werd de film met Duitse ondertitels vertoond onder de titel Der Griesgram. In november 2021 werd de film voor het eerst sinds lange tijd in een zaal vertoond door de Leidse studievereniging Nieuw Nederlands Peil.

### Ontvangst
De film werd een groot succes en werd gewaardeerd door zowel pers als publiek. De Kribbebijter draaide zeven jaar lang, tot en met december 1942, onafgebroken in bioscopen door het hele land. In de Amsterdamse Cinema Royal werd de film vertoond met optredens van Louis Davids als voorprogramma.
Hoewel het Britse publiek evenzeer enthousiast was (de Manchester Guardian schreef over een groot aantal "scènes die lachsalvo's doen losbarsten"), waren de kritieken gemengd. Graham Greene van The Spectator gaf een relatief negatieve recensie. Hoewel hij aangaf sommige scenes grappig te vinden was hij kritisch op de regie, en dan met name de technische kant van de zaak. Arthur Vesselo van Sight & Sound vond de regie ook matig, vooral vanwege fouten in constructie en scèneovergangen, maar schreef dat dit gecompenseerd werd door het sterke acteerwerk: "The chief factor on the other side is the acting, which, coming from a cast of practised stage-players, is often witty."

## Trivia
- De populaire Duitse actrice Lil Dagover bezocht de set tijdens de opnamen en sprak met de cast.[24][25]
- Op het Nederlandse Filmbal in het Carlton Hotel van 23 maart 1935 konden bezoekers een bijrolletje in De Kribbebijter of Suikerfreule winnen.[26]
- Kosterlitz, Alsem, De Bree en Ruys vormden in mei 1935 de jury van de Cinetone-prijsvraag 1935.[27]
- Op 11 oktober 1935 werd De Kribbebijter tegelijkertijd in bioscopen in Haarlem, Gouda, Alkmaar, Arnhem, Breda en Den Haag vertoond ter ere van het vijftienjarige jubileum van het stuk, dat in 1920 voor het eerst in Nederland werd opgevoerd en vervolgens zeven maanden lang volle zalen trok.[28]